# 가쓰야마성 (야마구치현)

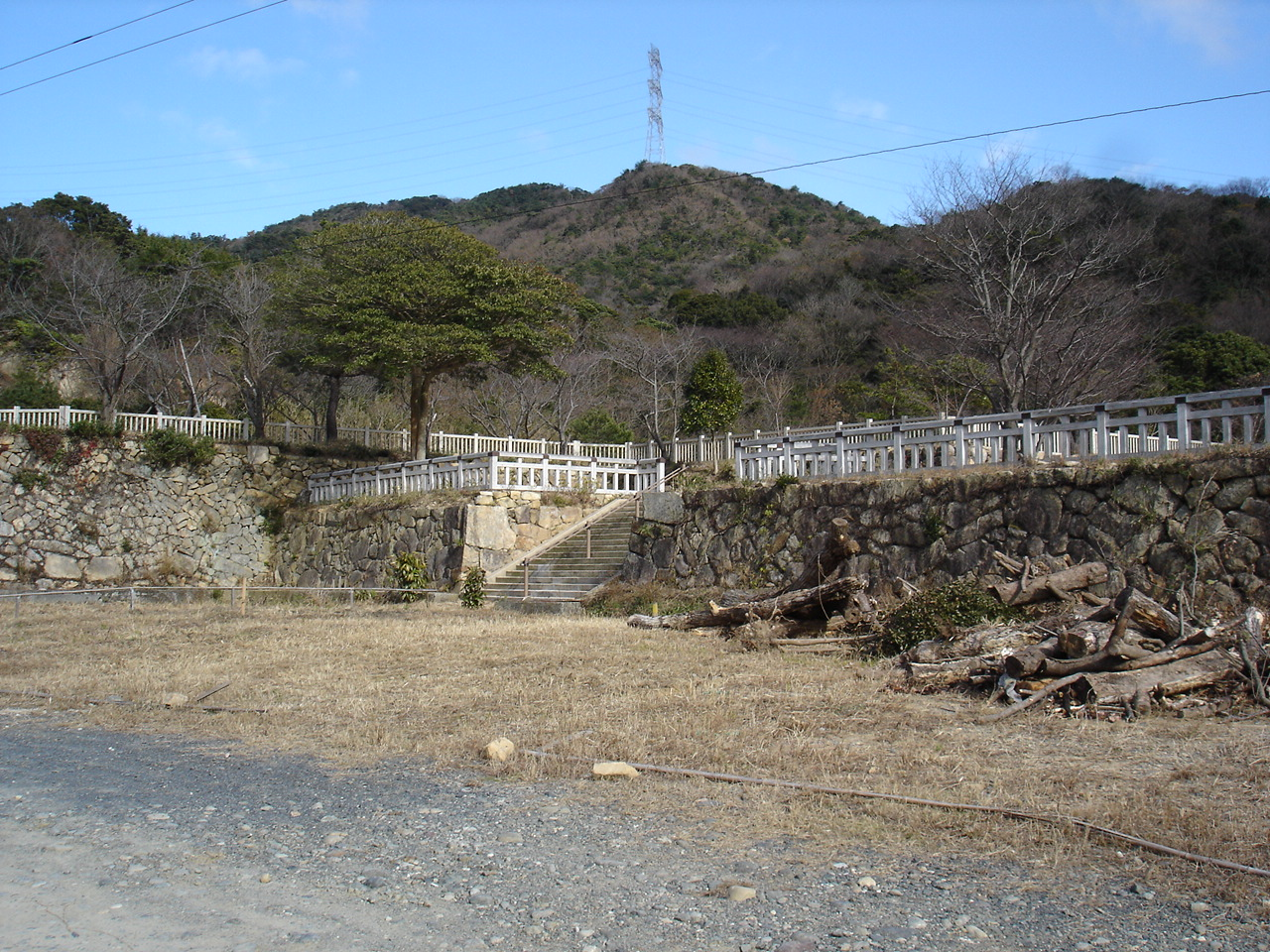
가쓰야마 어전의 석벽

가쓰야마성(일본어: 勝山城 가쓰야마조[*])은 야마구치현 시모노세키시 가쓰야마 산에 있었던 산성으로 한자가 다른 가쓰야마 성(且山城)으로 표기하기도 한다. 또, 에도 시대 말기 조후번이 가쓰야마 산기슭에 축성한 가쓰야마 성은 가쓰야마 어전으로 명명되었지만, 사실상의 성이며, 진야 형식으로 지어졌다.

## 역사
센고쿠 시대
서국 수일의 다이묘 오우치 가문(大内氏)의 가신 가문인 나이토 가문(内藤氏)이 가쓰야마 산에 산성을 축성했다. 1555년 오우치 가문의 실권자 스에 하루카타가 이쓰쿠시마 전투에서 모리 모토나리에 패배한 후, 1557년 오우치 가문의 당주 오우치 요시나가가 모리 가문의 공세에 고노미네 성을 버리고, 나이토 가문의 가쓰야마 성으로 도피했다. 가쓰야마 성은 견성으로 모리 가문의 공세를 그럭저럭 버텄지만, 오우치 요시나가의 구명을 조건으로 개성하였다. 하지만, 오우치 요시나가는 성이 개성된 3일후 모리 가문의 강요에 의해 자결하였다.
성의 존폐시기에 관해서는 불분명하다.
에도 시대
격동의 시기인 에도 시대 말기인 1863년 음력 5월부터 조슈번은 간몬 해협을 통과하는 이국선에 포격을 가하기 시작했고, 이로 인해 음력 6월 프랑스 군함의 보복공격을 시작으로 점차 시모노세키 전쟁으로 발전해 갔다. 이 전쟁에서 조슈 번은 영국, 프랑스, 미국, 네덜란드 4개국 연합함대의 공격을 받고 패배했으며, 막대한 보상금을 부담해야만 했다. 이후 조슈 번은 군비 증강을 꾀했으며, 도막운동에 보다 적극적으로 추진한다.
이 무렵 조슈 번의 지번인 조후번은 번주의 저택인 조후 진야가 간몬 해협에 인접해 번주 모리 모토치카는 저택을 내륙으로 옮길 것을 결의했다. 1863년부터 1864년에 걸쳐 가쓰야마 산 산기슭에 가쓰야마 어전(勝山御殿)을 건립했다. 하지만, 이는 어전(御殿)이 아니라 성(城)이었으며, 막부의 우려를 불식시키기 위해 어전이란 명칭을 붙였다. 이 공사에 조후 번내 주민이 총동원되었다고 한다.
이후, 가쓰야마 어전은 조후 번주의 거처가 되었지만, 1869년 판적봉환 후, 지번사의 처소가 조후로 다시 옮겨간 후, 1873년 가쓰야마 어전은 해체되었다. 이때 건조물 일부가 이축되어 조후의 가쿠온지에 이축되었다. 현재 터에는 석벽만 남아있다.

## 관광
교통
- JR 서일본 조후 역에서 하차, 버스로 환승해 〈고텐 정(御殿町)〉에서 하차.

주변 문화시설 및 관광명소
- 스미요시 신사
- 아오야마 산성

## 같이 보기
- 조후번
- 조슈번
- 모리 모토치카
- 시모노세키 전쟁